# Milko
Milko je moško osebno ime.

## Izvor imena
Ime Milko je različica moškega osebnega imena Milan.

## Pogostost imena
Po podatkih Statističnega urada Republike Slovenije je bilo na dan 31. decembra 2007 v Sloveniji število moških oseb z imenom Milko: 226.

## Osebni praznik
Osebe z imenom Milko godujejo takrat kot osebe z imenom Klemen, Bogomil ali Emilijan .